# Somewhere (Album)
Somewhere ist ein Jazzalbum von Keith Jarrett, Gary Peacock und Jack DeJohnette, das am 11. Juli 2009 bei einem Konzert des Trios im Kultur- und Kongresszentrum Luzern mitgeschnitten und am 13. Mai 2013 bei ECM Records veröffentlicht wurde.

## Hintergrund
Nach seiner über zwei Jahre währenden Erkrankung 1996–1998 am Chronischen Fatigue-Syndrom hatte der Pianist Keith Jarrett 1998 zunächst das Soloalbum The Melody at Night, with You eingespielt; es folgten dann erneut Konzerte seines Standards-Trios, veröffentlicht auf den Alben After the Fall (erschienen 2018), Whisper Not (2000), Inside Out  (2001), Always Let Me Go (2002), Up for It (2003), The Out-of-Towners (2004), My Foolish Heart (2007) und Yesterdays (2009).

## Titelliste
- Keith Jarrett, Gary Peacock, Jack DeJohnette: Somewhere (ECM 2200)[1]

1. Deep Space (Jarrett) / Solar (Miles Davis) 15:09
2. Stars Fell on Alabama (Frank Perkins, Mitchell Parish) 7:27
3. Between the Devil and the Deep Blue Sea (Harold Arlen, Ted Koehler) 10:02
4. Somewhere (Leonard Bernstein, Stephen Sondheim) / Everywhere  (Jarrett) 19:37
5. Tonight (Leonard Bernstein, Stephen Sondheim) 6:49
6. I Thought About You (Jimmy Van Heusen, Johnny Mercer) 6:29

## Rezeption

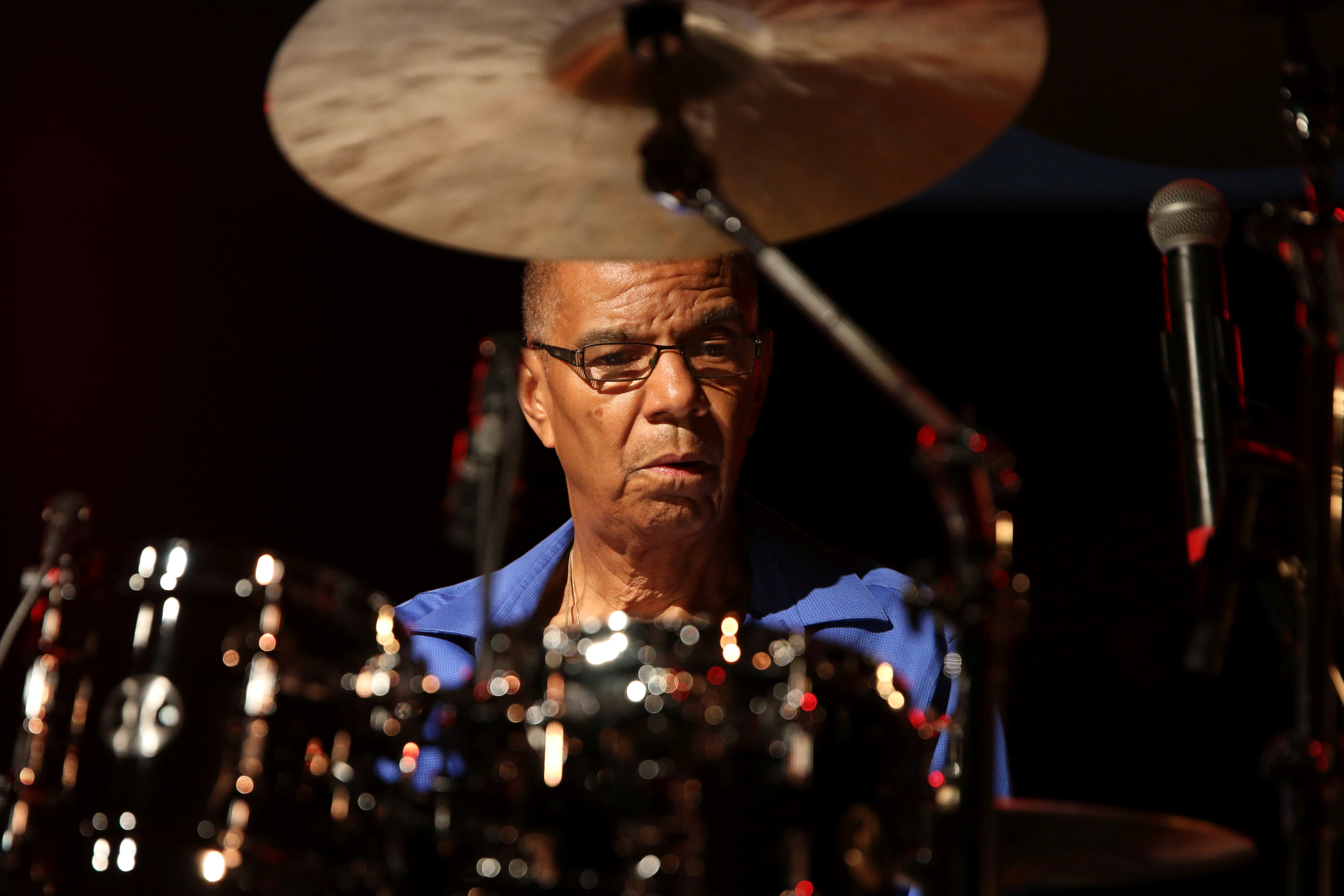
Jack DeJohnette bei einem Auftritt auf dem Deutschen Jazzfestival 2015. Foto: Oliver Abels

Thom Jurek meinte in Allmusic, es sei „fast überflüssig, [...] über Keith Jarretts drei Jahre altes Standards-Trio zu schreiben. Aufgrund ihrer Aufnahmen ist es leicht zu erkennen, warum sie von vielen als das größte lebende Klaviertrio angesehen werden.“  Da die drei vorangegangenen Alben sämtlich von einer Tournee im Jahr 2001 stammten, spiegele der vorliegende Mitschnitt aus Luzern „eine achtjährige Wachstumsphase wider“.
„Der Opener ist eine Jarrett-Improvisation mit dem Titel ‚Deep Space‘, die einen soliden Einstieg in Miles Davis’ ‚Solar‘ darstellt und von dieser Gruppe bereits mehrfach aufgenommen wurde, jedoch niemals mit der lyrischen Kühnheit und rumpelnden Kontrapunkt, den Peacock hier anbietet.“ Harold Arlens und Ted Koehlers ‚Between the Devil and the Deep Blue Sea‘ werde mit einer knalligen Lesart interpretiert, fuhr Thom Jurek fort; Jarrett spiele klobige, gestaffelte Akkorde, die im Dialog mit DeJohnette zum 4/4 Takt rutsche. Peacock binde ihre Konversation, während er seinen eigenen Weg in und aus einem implizierten, aber nie direkt engagierten Sinn für Schwung findet. Die beiden Interpretationen von Leonard Bernsteins titelgebenden Stück und ‚Tonight‘ aus der West Side Story würden die Szenerie beherrschen; ersteres „ist eine 19-minütige Extravaganz, die in haltender, schimmernder Schönheit beginnt und auf das Wesentliche reduziert wird, bevor sie rekonstruiert und aus den Bausteinen in die treibenden hypnotischen improvisierten Ostinato-Coda von Jarretts ‚Everywhere‘ mit atemberaubenden Akkord-Voicings umgewandelt wird. Hinzu kämen kräftige, mittelschwere Bässe, beeindruckende Tom-Tom- und Becken-Arbeit von DeJohnette. ‚Tonight‘ werde im nahen Sprint-Tempo aufgeführt und mit Fingerpopping-Swing und freudigem Abgang gespielt. Jimmy Van Heusens und Johnny Mercers Ballade ‚I Thought About You‘ schließt das Set ruhiger ab, weil es einfach nirgendwo sonst so viel Strom in der Luft gibt. Es ist eine sanfte, anmutige und elegante Art und Weise, ein weiteres erhabenes Kapitel im aufgezeichneten Erbe dieser Gruppe zu beenden.“

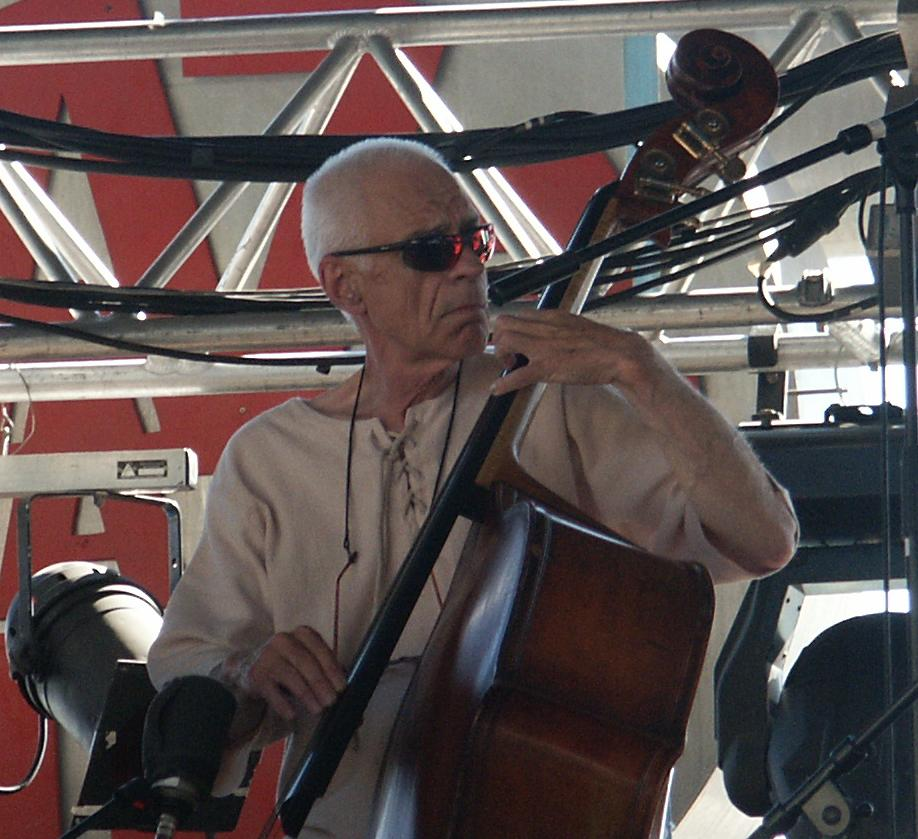
Gary Peacock 2003

John Kelman stellt in All About Jazz die Frage, (die sich selbst bei einigen seiner leidenschaftlichsten Fans stellt) „ob dieses unbestreitbar schöne Trio etwas Neues zu sagen hatte.“ Doch schon mit Jarretts A-cappella-Eröffnung bis zur Darbietung von Miles Davis’ ‚Solar‘ „werden alle Zweifel zur Ruhe gebracht, als der Pianist eine Performance liefert, die seiner klassischen Einführung in ‚My Funny Valentine‘ auf Still Live (ECM, 1988) Konkurrenz macht, eines der stärksten Momentee des Standards Trios.“ Neben dem Miles-Davis-Köassiker arbeite sich das Trio durch eine Liste gleich klassischer Songwriter. „Eine besonders reizende Darbeitung von Frank Perkins und Mitchell Parishs ‚‘Stars Fell on Alabama‘ findet Peacock, der puren Geschmack und Klang kombiniert und an der Spitze seines Spiels steht. Eine skurrile Interpretation von Harold Arlens und Ted Koehlers ‚Between the Devil and the Deep Blue Sea‘ basiert weitgehend auf der bemerkenswerten Fähigkeit dieses Trios, Schwung vorzuschlagen, ohne es tatsächlich zu spielen. Die gesamte Struktur ist bereit, jeden Moment wie ein Kartenhaus zusammenzubrechen. Tatsächlich aber nie – selbst als DeJohnette sein einziges echtes Solo aus dem Set nimmt, während Jimmy van Heusens und Johnny Mercers balladisches ‚I Thought About You‘ das Set auf einer unwiderstehlich romantischen Note ruht, die auf der egalitären Natur des Trios basiert.“
Aber es seien Leonard Bernsteins zwei Klassiker aus der 1957er Musical West Side Story, die das Herzstück von Somewhere bilden, meint John Kelman. „Eine zutiefst schöne Interpretation von ‚Somewhere‘ führt zu Jarretts langer Coda ‚Everywhere‘, die dieses fast 20-minütige Übung zu einem kraftvollen Höhepunkt aufbaut und letztendlich zu einem gospelhaften Schluss führt, während ‚Tonight‘ unerwartet hell erscheint.“
John Garratt äußerte sich kritisch in Pop Matters: „Bei Keith Jarretts Aufnahmen hatte ich immer Vorliebe für seine improvisierten Klaviersoli, die oft nach der Stadt benannt wurden, in der er zufällig auftrat. Es ist nicht so, dass ich etwas gegen Jarrett, Gary Peacock und Jack DeJohnette habe, die Standards spielen, die 50 Jahre oder älter sind. Es ist nur so, dass diese Veröffentlichungen wie La Scala, Solo Concerts Bremen/Lausanne, The Köln Concert und Radiance die volle Verkörperung des Neuen darstellen. Sie existierten nicht, bis Jarrett sich an sein Klavier setzte. Musik, die nur aus einer Reihe von Momenten entstand. Kein Stift, kein Papier, nur eine Reihe bestimmter Momente, die nicht repliziert werden können. Aber als ich endlich Somewhere gut zuhören konnte, wurde mir klar, dass dieses Phänomen auch für Jarretts Standardtrio zutrifft. Ja, ‚Stars Fell on Alabama‘ und ‚Between the Devil and thr deep Blue Sea‘ gab es, bevor die Bänder anfingen zu rollen – lange vorher. Aber Keith Jarretts wilde Klaviersoli und sein eigenwilliges Stöhnen gab es in diesen Liedern sicherlich nicht. In diesem Sinne gibt es immer etwas Neues, das man von solchen Alben nehmen kann.“ Somewhere sei ein weiteres Qualitätsalbum von Keith Jarretts Standardtrio, resümoiert der Autor. „Für Jarrett, Peacock und DeJohnette ist es wie gewohnt. Und wie immer ist das Geschäft gut.“